# 1997년 전국체육대회
제78회 전국체육대회는 1997년 10월 8일부터 10월 14일까지 대한민국 경상남도에서 개최되었다.
1982년 제63회 전국체육대회 개최 후 15년만에 개최되었으며, 전국체육대회 최초의 야간 개회식이 실시되었다. 울산광역시 승격으로 15개 시도에서 16개 시도가 참가하였으며, 우슈가 정식종목으로 채택되었다.

## 개요
- 대회명칭 : 제78회 전국체육대회
- 개최기간 : 1997년 10월 8일 ~ 1997년 10월 14일
- 개최지 : 경상남도 (주개최지 : 창원시)
- 구호 : 굳센체력, 알찬단결, 빛나는 전진
- 참가인원 : 21,671명
- 종별 : 일반부, 대학부, 고등부
- 마스코트 : 해오리

## 종목

### 정식종목
| - 검도 - 골프 - 궁도 - 근대5종 - 농구 - 럭비 - 레슬링 - 배구 - 배드민턴 - 보디빌딩 | - 복싱 - 볼링 - 사격 - 사이클 - 세팍타크로 - 수영 (경영, 다이빙, 수구) - 승마 - 씨름 - 야구 - 양궁 | - 역도 - 요트 - 우슈 - 유도 - 육상 - 인라인롤러 - 정구 - 조정 - 체조 - 축구 | - 카누 - 탁구 - 태권도 - 테니스 - 펜싱 - 하키 - 핸드볼 |

### 시범종목
- 소프트볼
- 트라이애슬론
- 수중